# (73178) 2002 HH10
(73178) 2002 HH10 – planetoida z pasa głównego asteroid okrążająca Słońce w ciągu 3,68 lat w średniej odległości 2,38 j.a. Odkryta 17 kwietnia 2002 roku.